# Vytautas Kanapeckas
Vytautas Kanapeckas (* 20. März 1932 in Antandraja, Rajongemeinde Utena; † 6. Juni 2006) war ein litauischer sozialdemokratischer Politiker.

## Leben
Er lernte in Daugailiai und nach dem Abitur in Utena studierte er ab 1949 an der Fakultät für Physik und Mathematik der Vilniaus universitetas.
1950 arbeitete er als Arbeiter im Holzkombinat Vilnius, ab 1951 in der Rajonzeitungen in Dusetos, Utena, von 1962 bis 1975 in der Rajongemeinde Pasvalys. Ab 1968 war er Lehrer in der Abendschule Pasvalys und von 1975 bis 1992 Direktor der Petras-Vileišis-Mittelschule, von 1992 bis 1996 Mitglied im Seimas.
Ab 1990 war er Mitglied der LDDP und ab 2001 der LSDP.